# Correlophus ciliatus
El gecko crestado (Correlophus ciliatus) es una especie de reptil de la familia Diplodactylidae originario de Nueva Caledonia. Esta especie se la consideraba extinta hasta su redescubrimiento en 1994.  Como con varias otras especies de Diplodactylidae, se la está considerando en estatus protegida por Convención sobre el Comercio Internacional de Especies Amenazadas de Fauna y Flora Silvestres (CITES). 
Es de pequeño tamaño, máximo 20 cm incluido cola; animal nocturno y normalmente se suele alimentar de grillos y también de pequeñas cantidades de fruta.